# Unternien
Unternien ist eine Hofschaft von Wipperfürth im Oberbergischen Kreis im Regierungsbezirk Köln in Nordrhein-Westfalen (Deutschland).

## Lage und Beschreibung
Die Hofschaft liegt im Norden von Wipperfürth nördlich der Neyetalsperre. Nachbarorte sind Hülsen, Platzweg, Obernien, Hackenberg und Niederscheveling. Die Hülsendelle mündet in Unternien in die Neye II, welche sich nach 160 m mit dem Bach Neye vereinigt.
Politisch wird der Ort durch den Direktkandidaten des Wahlbezirks 17.2 (172) Egen im Rat der Stadt Wipperfürth vertreten.

## Geschichte
1548 wird Obernien in Listen der bergischen Spann- und Schüppendienste erstmals sicher genannt. Eine Wipperfürther Schöffenliste aus dem Jahre 1353 benennt eine Person aus „Neyden“. Eine Verwechslung mit dem westlich von Wipperfürth gelegenen Ort Neye ist dabei aber nicht auszuschließen. Die Karte Topographia Ducatus Montani aus dem Jahre 1715 zeigt einen Hof und bezeichnet diesen mit „u. Nien“.
In der Karte Topographische Aufnahme der Rheinlande von 1825 ist in Unternien ein Mühlensymbol eingezeichnet. Die topografischen Karte des Jahres 1917 zeigt das Mühlensymbol letztmals.

## Busverbindungen
Über die Bushaltestelle Unternien Abzweig der Linie 337 (VRS/OVAG) ist eine Anbindung an den öffentlichen Personennahverkehr gegeben.

## Wanderwege
Die vom SGV ausgeschilderten Rundwanderwege A6 und A7 führen durch die Hofschaft. Im Tal der Neye führen der Rundwanderweg A1, der Wanderweg Rund um Wipperfürth und der Hauptwanderweg X3 Talsperrenweg an der Hofschaft vorbei. Ein Zugangsweg zum Weg Rund um Wipperfürth führt vom Wipperfürther Busbahnhof bis nach Unternien.

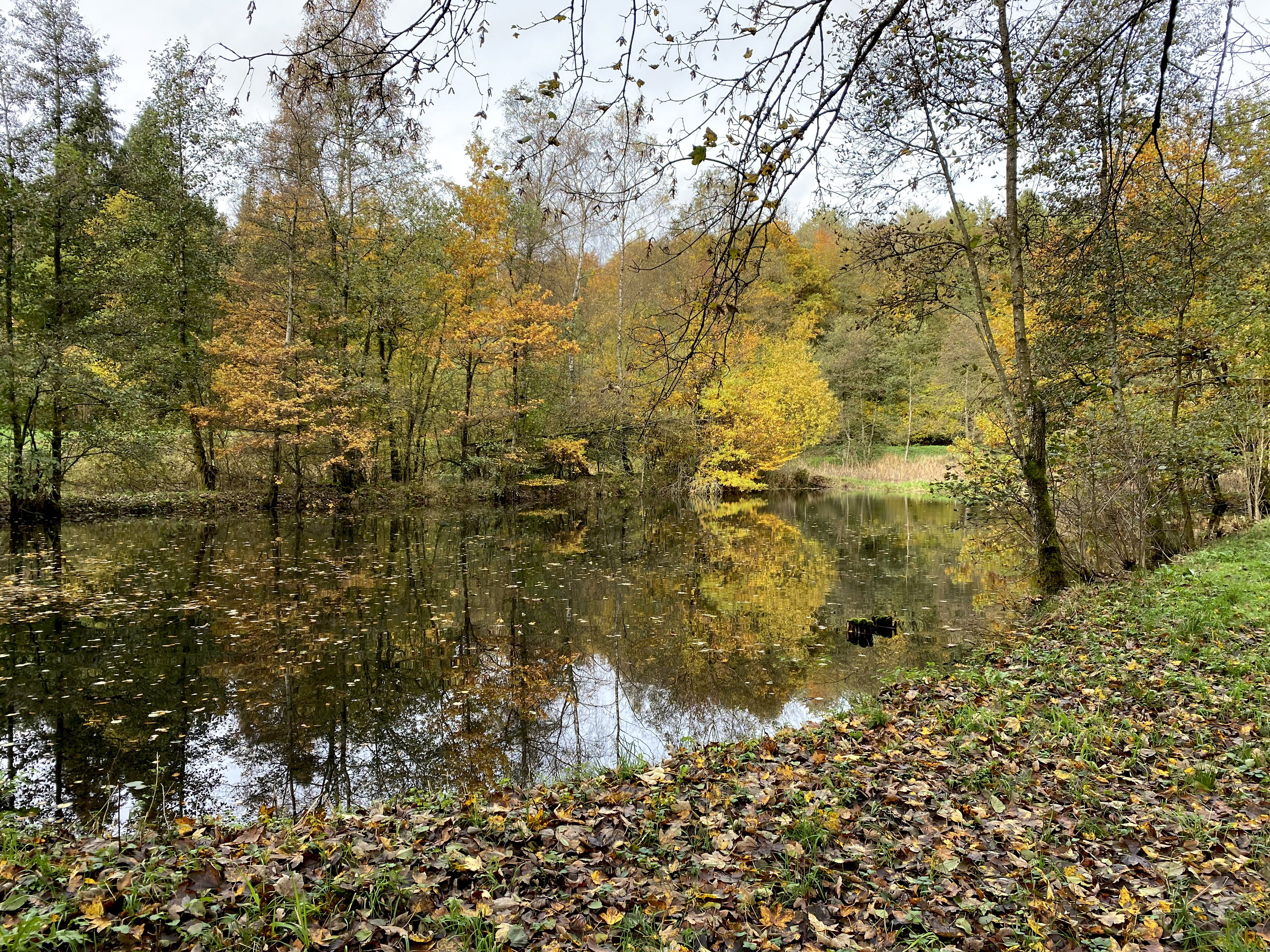
Fischteich an der Neye Unternien